# Skalne Bramy
Skalne Bramy – grupa skał w południowo-zachodniej Polsce w Sudetach Środkowych, w województwie dolnośląskim, powiecie wałbrzyskim.
Skały położone są na wysokości 830 m n.p.m. na skalistym południowo-wschodnim zboczu, Rogowca, około 3,4 km na południowy zachód od granic miejscowości Głuszyca, w środkowo-północnej części masywu Gór Suchych, po północno-wschodniej stronie od Waligóry.
Najbardziej znana w Górach Suchych formacja skalna o kilkunastometrowej wysokości wrzynająca się od wschodu w wąskie, północne ramię Jeleńca, tworząca jedno z większych zgrupowań skalnych. Zespół skałek zbudowany z permskich skał wylewnych, porfirów (trachybazaltów) należących do północnego skrzydła niecki śródsudeckiej. Najbliższe otoczenie skałek porośnięte jest lasem bukowo-świerkowym regla dolnego, w którym znajdują się liczne bloki skalne. W pobliżu skałek na wzniesieniu Rogowiec ruiny zamku Rogowiec
Przy Skalnej Bramie znajduje się tablica z napisem "Tym co na zawsze odeszli i tym co przyjdą po nas", oraz punkt widokowy nad niewielkim urwiskiem z panoramą Głuszycy oraz Gór Sowich.
Obok skałek prowadzą szlaki turystyczne:
- czerwony - fragment Głównego Szlaku Sudeckiego prowadzący z Jedliny do Sokołowska i dalej.
- niebieski - prowadzący z Mieroszowa do Wałbrzycha.
- żółty - prowadzący ze schroniska Andrzejówka do Głuszycy.